# Margaret Ghogha Molomo
Margaret Ghogha Molomo, es una activista medioambiental sudafricana que es vicepresidenta de la Mining and Environmental Justice Community Network of South Africa (MEJCON-SA, Red Comunitaria de Minería y Justicia Ambiental de Sudáfrica) y coordinadora del Comité de Formación de Kopano.  MEJCON-SA es una organización que coordina grupos cuyos derechos fueron afectados por la minería en la región, y como presidenta de la comunidad Molomo, el trabajo incluye luchar contra los conglomerados mineros y la promoción de los derechos humanos de aquellos cuyos derechos medioambientales fueron vulnerados.

## Biografía
Un ejemplo del activismo de Molomo es una disputa con una empresa minera extractora de platino que intentó operar en las tierras utilizadas por la comunidad de Mokopane, Limpopo, sin su consentimiento. Además, la mina estaba realizando operaciones mineras en campos de uso agrícolas y en áreas que contenían algunas de las tumbas de la comunidad. Molomo y MEJCON intentaron proteger los derechos de la comunidad presentando apelaciones legales y emprendiendo procesos judiciales.
Durante la pandemia de la COVID-19, mientras que el trabajo de Molomo se hizo significativamente más difícil debido a la incapacidad para reunirse para protestar y la falta de infraestructura virtual en las regiones rurales de Sudáfrica, en su lugar trabajó en crear conciencia sobre las prácticas y responsabilidades tradicionales de las mujeres en las aldeas de Limpopo, muchas de las cuales también se volvieron más difíciles o imposibles debido a la pandemia. Destacó especialmente la preocupación de que las empresas mineras se aprovechen de la incapacidad de la gente local para ejercitar sus derechos culturales invadiendo aun más tierras ancestrales y sitios tradicionalmente importantes.

## Activismo de la mujer
Molomo ha participado activamente en la defensa de los derechos de las mujeres, incluida su capacidad para cultivar alimentos y preservar sus tradiciones.[2] La pandemia de COVID-19 ha afectado las actividades tradicionales de supervivencia diaria de las mujeres africanas, que incluyen recolectar alimentos y agua para cocinar y calentarse durante la temporada de invierno. Debido a la interrupción, estas prácticas y esfuerzos se han fragmentado, ya que no han podido llevar a cabo actividades como viajar a la ciudad para vender cosechas para obtener ingresos. Las restricciones de movimiento también han reducido los rituales culturales, como la visita a las montañas para los ritos de iniciación anuales, la recolección de hierbas para el ritual de la lluvia y la visita a los cementerios, que son importantes para la comunidad, pero especialmente para las mujeres. La comunidad de Molomo ha luchado para proteger sus lugares ancestrales contra actividad depredadora de la industria minera.
Molomo ha llamado la atención sobre el tremendo impacto de la suspensión de este tipo actividades de supervivencia diaria, no solo en toda la comunidad, sino particularmente en el bienestar de las mujeres. Molomo también ha hecho hincapié en las cargas que enfrentan las mujeres, en particular por los impactos ambientales de la minería, dado que las mujeres a menudo se quedan a cargo de familiares que se enferman debido a la contaminación del aire y el agua. Además, debido a la actividad minera, las mujeres han de caminar más distancias para buscar agua ya que los pozos cercanos se secan, y el polvo minero generado por tales operaciones genera interminables tareas de limpieza en el hogar.